# Giorgio La Pira
Giorgio La Pira, né le 9 janvier 1904 à Pozzallo en Sicile et mort le 5 novembre 1977, est un universitaire et un homme politique italien, qui fut maire de Florence à deux reprises, de 1951 à 1957, puis de 1961 à 1965. Il est connu pour ses travaux et voyages diplomatiques en faveur de la paix et notamment du dialogue interreligieux, au lendemain de la Seconde Guerre mondiale puis dans le contexte de la guerre froide. Engagé dans sa foi catholique, il fut notamment invité à participer au Concile Vatican II. 
La cause pour sa béatification a été engagée par l'Église catholique depuis 1986. Il est reconnu vénérable en 2018.

## Biographie
Giorgio La Pira est l'aîné de six enfants. Après des difficultés, il fait des études de droit à l'université de Messine. C'est à ce moment-là qu'il fait l'expérience de la conversion et retourne à la pratique religieuse. Le 11 décembre 1927, il devient tertiaire dominicain et fera aussi partie de l'Institut séculier des Missionnaires de la Regalita, fondé par Agostino Gemelli. 
En 1933, il devient professeur titulaire de droit romain de l'université de Florence. Malgré toutes ses activités, Giorgio La Pira est animé par une grande piété. Engagé activement dans sa foi, il est particulièrement attentionné au soin des plus nécessiteux et en 1934, il participe à la fondation de la Messe des Pauvres. Il donnera aussi naissance à une revue de spiritualité dominicaine et en 1943, fonde un groupe d'étudiants catholiques.  
En 1946, La Pira entame sa carrière politique au sein du Parti de la Démocratie chrétienne. Il est élu député à l'Assemblée constituante, où il jouera un rôle majeur dans les efforts de paix et de reconstruction du pays. Rélu député en 1948, il est sous-secrétaire d’État au travail dans le gouvernement italien, poste dont il démissionnera un an après. Son ministre de tutelle est Amintore Fanfani, dont il sera toujours très proche. Il retourne alors enseigner à l'université de Florence et fonde en 1950, avec Angiolo Orvieto, l'Amitié judéo-chrétienne de Florence, la première association de dialogue entre juifs et chrétiens en Italie. 

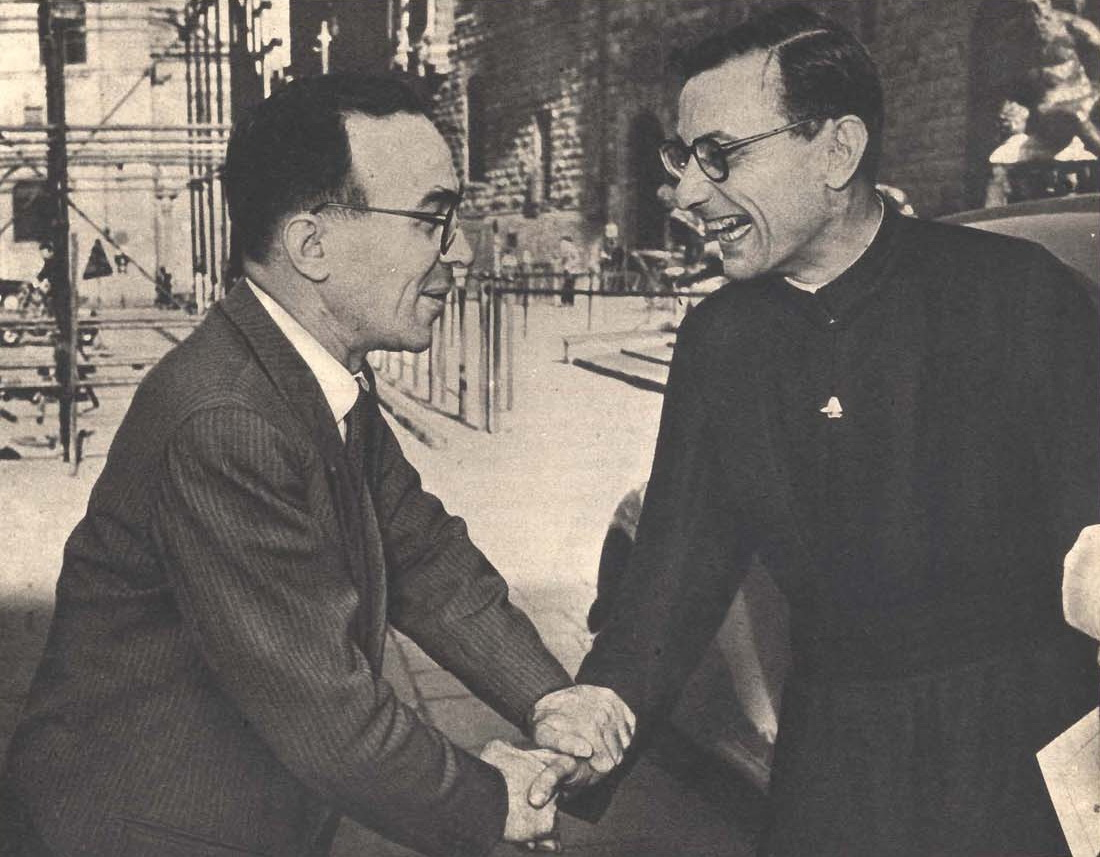
Giorgio La Pira avec Jean Daniélou en 1953.

Revenu sur la scène politique, en 1951, il est élu maire de Florence. Grâce à lui, la ville devient un centre de la paix dans le monde entier, où plusieurs maires de pays étrangers se réunissent et se rencontrent après les désastres causés par la Seconde Guerre mondiale, notamment dans ce contexte de guerre froide. En 1957, Giorgio La Pira, qui a acquis une renommée mondiale, se rend en Israël, en Égypte, en Jordanie, au Maroc, en Tunisie, au Liban et en France. Les problèmes des pays orientaux le préoccupent notamment. Dans tous les pays qu'il visite, Giorgio La Pira s'entretient toujours avec les autres chefs religieux du pays, promouvant ainsi le dialogue inter-religieux pour favoriser la paix. 
Après l'élection du pape Jean XXIII en 1958, il entretient avec lui une importante correspondance et se rencontrent à de nombreuses reprises. En 1962, il sera invité à participer au Concile Vatican II comme consultant laïc. C'est après la clôture du concile, en 1965, qu'il démissionne et quitte la mairie de Florence. Après plusieurs voyages dans de nombreux pays à travers le monde, il se retire de la vie publique pour se consacrer à une vie plus studieuse et centrée sur sa foi catholique. Candidat par Fanfani, devenu président de son parti, il retourne sur les bancs parlementaires le 15 juin 1976, lorsque il est élu député. Il meurt le 5 novembre 1977.

## Béatification

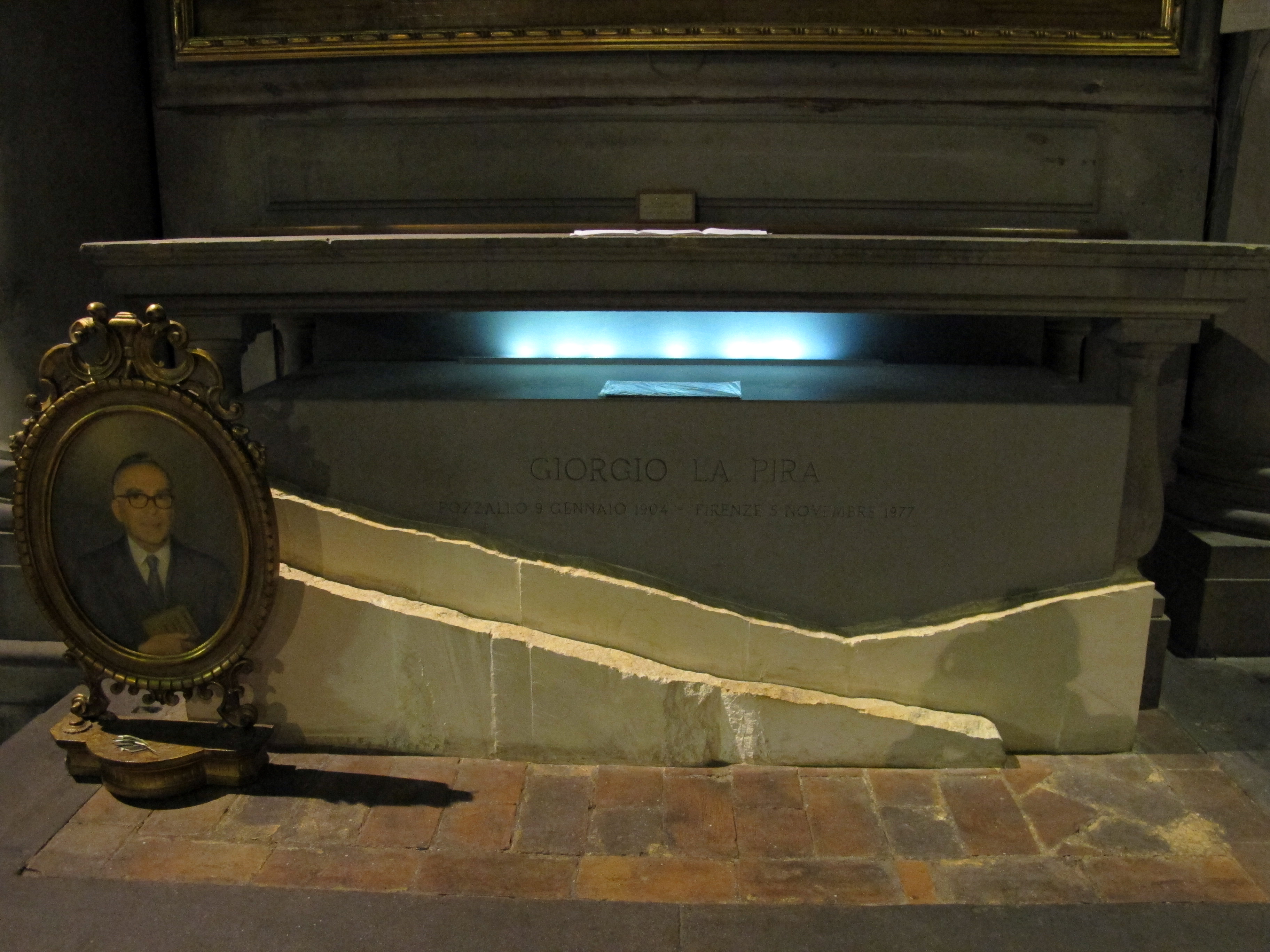
Tombe de La Pira dans la basilique Saint-Marc de Florence.

À sa mort, une foule innombrable lui rend hommage, surtout à ses obsèques, et on l'appelle le « saint maire ». Le 9 janvier 1986, l'archidiocèse de Florence introduit la cause pour sa béatification et canonisation, et considéré depuis comme serviteur de Dieu. L'enquête diocésaine s'est clôturée le 4 avril 2005 et envoyée à Rome pour y être étudiée par la Congrégation pour les causes des saints. 
Le 5 juillet 2018, au terme de l'enquête canonique, le pape François reconnaît que Giorgio La Pira a vécu les vertus chrétiennes à un degré héroïque, lui décernant ainsi le titre de vénérable.
Le corps de Giorgio La Pira est déposé dans un tombeau dans la nef de la basilique Saint-Marc de Florence, afin de permettre une meilleure accessibilité aux nombreux fidèles qui viennent s'y recueillir.